# Afrojeż buszmeński
Afrojeż buszmeński (Atelerix frontalis) – gatunek ssaka z rodziny Jeżowatych (Erinaceidae). Zamieszkuje Angolę, Botswanę, Lesotho, Namibię, Południową Afrykę, Tanzanie i Zimbabwe.

## Charakterystyka
Średnia masa dorosłego samca wynosi około 350 g. Długość ciała wynosi średnio 20 cm.
Występują głównie w kolorze brązowym. Ich ciała z wyjątkiem pyska, uszu i strony brzusznej pokryte są ostrymi, keratynowymi kolcami z pustym trzonkiem. Każdy kolec połączony jest z odpowiednim mięśniem. Części ciała niechronione kolcami pokryte są ciemnobrązowym futrem, natomiast kolce są białe na końcówce i brązowe u nasady. Mają spiczasty pysk i białą lub brązową część brzuszną. Cechą charakterystyczną tego gatunku jest biała pręga idąca przez czoło od jednej nogi do drugiej.

## Zachowanie
Afrojeż buszmeński jest powolnym, spokojnym ssakiem, ale w chwili zagrożenia potrafi poruszać się zdumiewająco szybko z prędkością 6–7 km/h. W dzień śpią, pozostając w swych norach lub obszarach pokrytych roślinnością, zwinięte w charakterystyczną kulkę. Nocą wychodzą w poszukiwaniu pożywienia. Na zimę wchodzą w stan hibernacji. Badania wykazały, że heterotermia pomaga im utrzymać energię niezbędną do przetrwania zimy.

## Środowisko
Afrojeż buszmeński prowadzi nocny tryb życia. Chociaż jeże można znaleźć w większości środowisk, ten preferuje trawę oraz step pokryty liśćmi oraz niezbyt wilgotny. Większą część dnia spędza pod pokrywą liści lub w dziurach, żeruje w nocy. Miejsce do spania jest codziennie zmieniane.

## Odżywianie
Afrojeż buszmeński dawniej owadożerny, z powodu utraty większości siedlisk oraz dostępu do śmieci pozostawianych przez ludzi, stał się wszystkożernym ssakiem. Jego dieta obejmuje bezkręgowce, głównie żuki, pasikoniki oraz ślimaki. Może zjeść także drobne kręgowce, takie jak żaby czy jaszczurki. Odkąd stał się bywalcem ogrodów, psia karma również stanowi dla niego źródło pokarmu. Woda występuje w niewielkich ilościach na terenach zamieszkiwanych przez ten gatunek, dlatego pozyskuje ją ze zjadanego pożywienia. W jedną noc żerowania jeż może zjeść około 30% swojej masy ciała. Muszą ważyć co najmniej 500 gramów, by przetrwać w stanie hibernacji, w który przechodzą na zimę.

## Rozmnażanie
Okres ciąży trwa około 35 dni. Liczebność miotu wynosi między jedno a dziewięć osobników. Okres godowy przypada na porę letnią, zatem młode rodzą się między marcem a październikiem, a ich masa wynosi około 10g. Rodzą się nagie i ślepe z tymczasowymi igłami zrzucanymi zazwyczaj po pierwszym miesiącu życia, oczy otwierają po 2 tygodniach. Następnie wytwarzają igły charakterystyczne dla osobnika dorosłego. Po około 6 tygodniach od urodzenia młode zaczynają zdobywać pokarm razem z matką, gdyż samce nie biorą udziału w ich wychowaniu. Dojrzałość płciową osiągają w 61–68 tygodniu życia i mogą rozmnażać się kilka razy do roku.

## Obrona
Ich mechanizm obronny stanowi zwijanie się w kulkę, by chronić miękką jamę brzucha. Nie stanowi to jednak wystarczającej obrony przed mocnymi szczękami i silnymi nogami ptaków drapieżnych, takich jak sowy.

## Występowanie
Afrojeż buszmeński występuje w południowej Afryce, w szczególności w Botswanie, Malawi, Namibii, RPA i Zimbabwe. Istnieją dwa główne zasięgi występowania tego jeża: zasięg zachodni obejmujący Angolę i Namibię oraz zasięg wschodni, w tym RPA, Mozambique, Lesotho, Zimbabwe i Botswana. Zasięg występowania pojedynczego osobnika obejmuje 200-300 metrów od obszaru, w którym żyje, czyli gdzie zazwyczaj znajduje się jego dziura. Miejsca odpoczynku zmieniane się niemal codziennie. Jeże są zazwyczaj samotnikami. Wyjątek stanowią samice z młodymi. One również przemieszczają się, choć rzadziej niż pozostałe osobniki.

## Znaczenie i zagrożenia
Afrojeż buszmeński nie stanowi zagrożenia dla ludzi, ale ludzie są zagrożeniem dla niego. Wiele z nich ginie pod kołami pojazdów. Dodatkowo, niektórzy mieszkańcy południowej Afryki wierzą, że dym powstały ze spalenia kolców i suszonego mięsa afrojeża może zatrzymać złe duchy. Uważa się także, że jego tłuszcz jest lekarstwem na ból ucha u dzieci. Afrojeż buszmeński jest także zabijany przez ludzi podczas polowań, gdyż stanowi źródło pożywienia.
Żywe jeże również są użyteczne dla ludzi, a ludzkie siedliska są korzystne dla nich. Wiele z nich żyje w podmiejskich ogrodach, gdzie przysługują się ludziom, zjadając szkodniki niszczące rośliny. Dodatkowo prowadzona jest ich ochrona poprzez rozmnażanie i karmienie ich w niewoli, dzięki czemu dożywają do lat 7 (w naturalnych warunkach do 3). W niewoli mogą być leczone z zapalenia płuc oraz grzybicy, dwóch zdrowotnych problemów, z jakimi afrojeże borykają się na wolności. W Republice Południowej Afryki nielegalne jest trzymanie jeży bez odpowiedniego zezwolenia.